# Sopchoppy
Sopchoppy é uma cidade localizada no estado americano da Flórida, no condado de Wakulla. Foi incorporada em 1955.

## Geografia
De acordo com o United States Census Bureau, a cidade tem uma área de 4,4 km², onde todos os 4,4 km² estão cobertos por terra.

### Localidades na vizinhança
O diagrama seguinte representa as localidades num raio de 56 km ao redor de Sopchoppy.

## Demografia
Segundo o censo nacional de 2010, a sua população é de 457 habitantes e sua densidade populacional é de 104,4 hab/km², o que a torna a localidade mais populosa e mais densamente povoada do condado de Wakulla. Possui 268 residências, que resulta em uma densidade de 61,2 residências/km².